# 萊克伍德 (佛羅里達州)
萊克伍德（英語：Lakewood）是位於美國佛羅里達州沃爾頓縣的一個非建制地區。該地的面積和人口皆未知。

## 地理
萊克伍德的座標為30°59′19″N 86°16′55″W / 30.98861°N 86.28194°W，而該地的平均海拔高度為106米（即348英尺）。